# Võ Tấn Phát
Võ Tấn Phát (sinh ngày 27 tháng 7 năm 1995) là một nam diễn viên kiêm người dẫn chương trình truyền hình người Việt Nam.

## Đầu đời
Võ Tấn Phát sinh ngày 27 tháng 7 năm 1995 tại huyện Trà Ôn, tỉnh Vĩnh Long. Xuất thân trong gia đình thuần nông, mẹ buôn bán ở chợ. Năm lớp 12, anh chọn thi vào Đại học Sân khấu Điện ảnh. Nhà trường không nhận gửi hồ sơ giúp vì cả trường chỉ có Võ Tấn Phát đăng ký vào đại học này, anh tự làm đơn gửi đi thi và đậu. Sau đó vào Thành phố Hồ Chí Minh nhập học. Để có tiền trang trải học phí, anh làm phục vụ tại quán cà phê, rồi tham gia vào các nhóm kịch để có thêm kinh nghiệm.

## Sự nghiệp
Năm 2017, Tấn Phát tham gia cuộc thi Cười xuyên Việt và đoạt giải quán quân. Năm 2018, Tấn Phát cùng với Akira Phan đoạt quán quân Cặp đôi hài hước. Năm 2020, Tấn Phát thử sức ở lĩnh vực dẫn chương trình với cuộc thi "Én vàng nghệ sĩ" và đoạt quán quân. Năm 2021, Tấn Phát cho ra mắt web drama Gia đình cục súc, phim do chính anh đầu tư sản xuất và viết kịch bản. Mặc dù nhận về những lời khen từ khán giả, song phim gây tranh cãi khi nhiều khán giả cho rằng phim gây cười kém duyên, lạm dụng các phân cảnh bạo lực gia đình.